# 敬姜
敬姜，春秋时期鲁国人，公父穆伯之夫人，公父文伯的母亲。
季康子问敬姜有什么话教导他，敬姜说了她的婆婆（季悼子之妻、季康子的曾祖母）的话：“君子能劳，后世有继”。子夏听说后，肯定了他。公父文伯请南宮敬叔饮酒，以露睹父作为主客。露睹父嫌鱉小，离席出門。敬姜很生气，让公父文伯五天不能回家。敬姜到季氏家，季康子在朝堂对他说话，敬姜不答应。季康子到内室见敬姜，询问原因，敬姜讲出内朝与外朝之别。公父文伯退朝回家，看到母亲正在织布。说怕季氏知道，责怪自己不能事奉母亲。敬姜说“夫民劳则思，思则善心生；逸则淫，淫则忘善，忘善则恶心生”。古代先王让民众耕种贫瘠的土地，就是让百姓不要安逸，要勤劳。不仅百姓从天子到大夫、士都要兢兢业业，从王后到士的妻子都要勤劳。敬姜在季氏家族和季康子的互动，被孔子评价符合男女有别之礼。敬姜为儿子物色妻子，招请宗老，吟诵《绿衣》第三章，师亥认为合礼。公父文伯去世后，敬姜让他的妾室不要过度悲伤，以显示其子并非好内。敬姜早上哭哭穆伯，晚上哭文伯。孔子称赞她知禮。愛而無私，上下有章。